# Calamagrostis hirta
Calamagrostis hirta là một loài cỏ thuộc họ Poaceae.
Loài này chỉ có ở Ecuador.